# 존 핀
존 핀(John Finn, 1952년 9월 30일 ~ )은 미국의 배우이다.

## 출연 작품

### 영화
- 영광의 깃발 (1989)
- 펠리칸 브리프 (1993)
- 분노의 폭발 (1994)
- 터뷸런스 (1997) - 프랭크 싱클레어 역
- 트루 크라임 (1999)
- 애널라이즈 댓 (2002)
- 캐치 미 이프 유 캔 (2002)
- 헌티드 (2003)
- 어메이징 메리 (2017) - 오브리 하이스미스 역
- 벤트: 마약의 도시 (2018) - 드리스콜 역
- 애드 아스트라 (2019) - 스트로드 역
- 아메리칸 잡 (2019) - W. 마크 펠트 역

### 텔레비전
- 시카고 메디컬 (1994-95)
- 뉴욕경찰 24시 (1995, 1997, 2001)
- 엑스파일 (1997-99)
- 도슨의 청춘일기 (1999-2003)
- 더 프랙티스 (2000)
- 콜드 케이스 (2003-10)